# Фильмография Рональда Рейгана

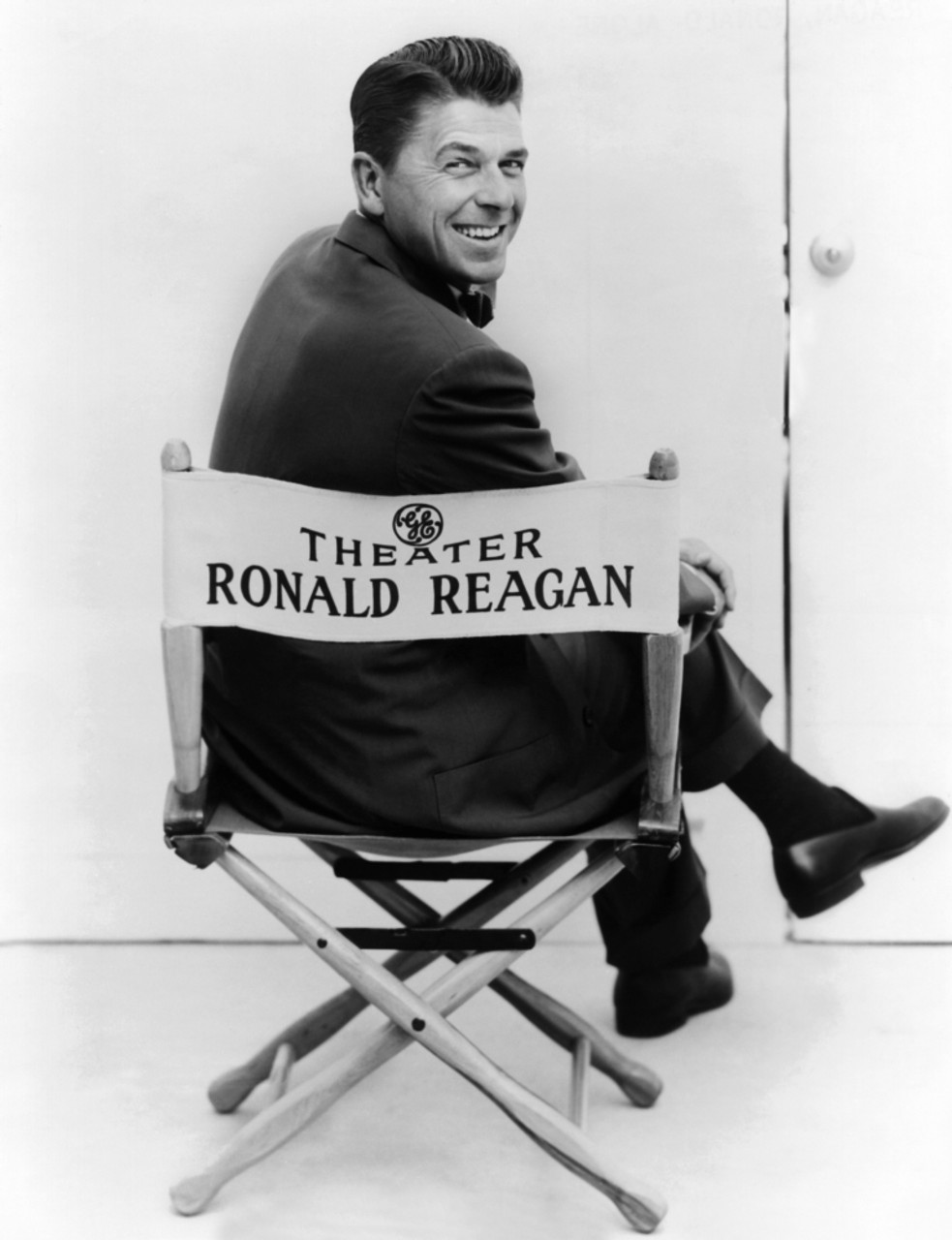
Телеактёр Рональд Рейган в роли ведущего телепрограммы General Electric Theater

Фильмография Рональда Рейгана включает в себя фильмы и телевизионные работы, в которых он участвовал на протяжении 28 лет своей актёрской карьеры (с 1937 по 1965 год). Работа на радио, в кино и на телевидении суммарно заняла в его биографии 33 года. Во время Второй мировой войны Рейган служил в ВВС США, где в том числе участвовал в создании различных фильмов военной тематики. С 1947 по 1959 год он шесть раз избирался на пост президента Гильдии киноактёров США. В середине 1950-х годов Рейган стал играть меньше ролей в кино и начал работу на телевидении. В течение восьми лет он принимал участие и выступал в ряде программ на телеканалах CBS, NBC, ABC. В 1957 году был удостоен премии «Золотой глобус», 9 февраля 1960 года в честь Рональда Рейгана была открыта звезда на голливудской «Аллее славы». В 1965 году Рейган закончил свою актёрскую карьеру и занялся политикой.

### Радио и кинематограф

Рейган на радиостанции WHO (AM) в Де-Мойне в 1934-37 годы

Рональд Рейган начал свою артистическую карьеру в качестве радиоведущего. После окончания колледжа в 1932 году перед ним встал вопрос поиска работы, поскольку члены его семьи, как и десятки миллионов американцев в период «Великой депрессии» не имели постоянной работы и перебивались временными заработками. Одолжив у отца потрёпанный автомобиль, Рейган одну за другой объезжал радиостанции близлежащих к Диксону (Иллинойс) городов и удача улыбнулась ему на одной из маленьких радиостанций города Давенпорт в Айове. Вначале будущему актёру удалось добиться возможности разово освещать по радио игры футбольной команды университета Айовы «Айова Янкис», а позже его приняли на постоянную работу на должность диктора радиостанции WOC (AM). В дальнейшем он был приглашён на радиостанцию WHO (AM) в город Де-Мойн, где комментировал матчи бейсбольной команды «Чикаго Кабс». Зачастую Рейгану приходилось вести «прямые репортажи» с матчей, где он не присутствовал. Информацию о событиях ему передавали по телеграфу, а озвучивание ударов биты и гула болельщиков осуществлялось с помощью ассистента-звукорежиссёра. Позднее Рон говорил, что время, когда он работал спортивным комментатором, было лучшим в его жизни.
Воспользовавшись в 1937 году поездкой с «Чикаго Кабс» по штату Калифорния, Рейган прошёл кинопробы и подписал семилетний контракт со студией Уорнер Бразерс. Его первым киноопытом в этом же году стала игра в фильме «Любовь в эфире» (Love Is on the Air). Эта роль предопределила его амплуа «честного малого с располагающей к себе внешностью, но без особых интеллектуальных данных» на многие годы вперёд. Наиболее заметной работой актёра в кино считается фильм 1942 года «Кингс Роу» (Kings Row). Картина была номинирована на премию «Оскар», однако игра Рональда не встретила всеобщего одобрения (один из обозревателей написал, что актёр «легкомысленно отнёсся к характеру своего героя»). Хотя некоторые кинокритики и отмечают, что это был лучший фильм Рейгана, но репортёр The New York Times Босли Кроутер также достаточно прохладно оценил эту его киноработу.
Сам же Рональд считал, что «Кингс Роу» сделал его звездой. Однако развить успех далее не удалось, так как спустя два месяца после выхода фильма на экраны будущий президент поступил на действительную военную службу и никогда уже не смог повторить такого киноуспеха.
За всю свою кинокарьеру Рейган поучаствовал более чем в 54 художественных фильмах. В большинстве случаев, это были малобюджетные фильмы категории «B», рассчитанные на небольшую зрительскую аудиторию. Они не получали хороших отзывов у критиков и широкой известности у публики. Позднее Рейган говорил: «Продюсеры не стремились сделать эти фильмы хорошими — они стремились сделать их к четвергу».

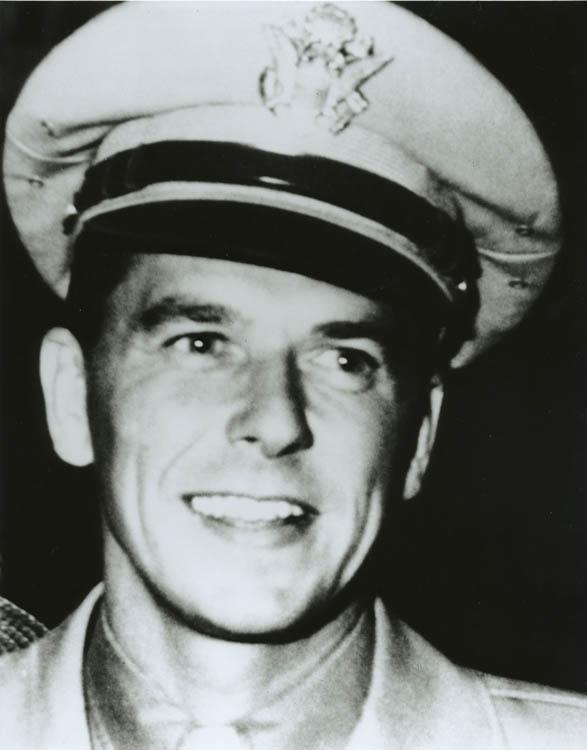
Примерно 1943 год, звание капитана

### Киноработы на военной службе
Ещё работая на радиостанции диктором, Рейган начал брать домой учебные курсы повышения квалификации армии США. Впервые он вступил в программу 18 марта 1935 года, а в декабре 1936 года уже закончил 14 курсов. После японской атаки на Пёрл-Харбор 7 декабря 1941 года, Рейган прервал свою актёрскую карьеру и 19 апреля 1942 года поступил на действительную военную службу. Первая попытка пройти медицинскую комиссию в действующую армию закончилась неудачно по причине проблем со зрением, но на повторной комиссии Рейган был признан ограниченно годным к военной службе и получил назначение сотрудника по связи военного транспортного управления. В это время Уорнер Бразерс и военное руководство планировали снять фильм об авиации и рассчитывали, что Рейган будет участвовать в нём, поэтому 15 мая 1942 года он подал заявление на перевод в ВВС. Перевод был одобрен 9 июня 1942 года.
Во время действительной военной службы Рейган не только работал в качестве адъютанта, офицера по кадрам, участвовал в церемониях проводов солдат на передовую, открытия военных займов (Series E bond), но и был командирован для участия в создании некоторых военных фильмов тех лет. Это были и пропагандистские и художественные и учебные фильмы, такие как музыкальная комедия «Это армия» (This Is the Army), «За бога и страну», учебный фильм «Цель — Токио» и другие. К концу войны подразделения, где служил Рональд Рейган, произвели около четырёхсот различных фильмов. Рейган закончил действительную военную службу 9 декабря 1945 года.
В будущем, после актёрской карьеры, Рональд Рейган неоднократно был замечен в том, что под видом реальных воспоминаний о военном периоде своей жизни на самом деле рассказывал киноистории из фильмов.

### Гильдия киноактёров (ГКА)

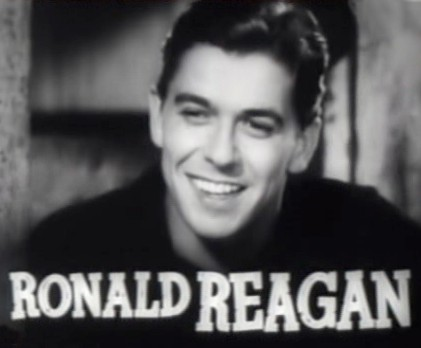
Рейган в фильме «Ковбой из Бруклина» в 1938 году

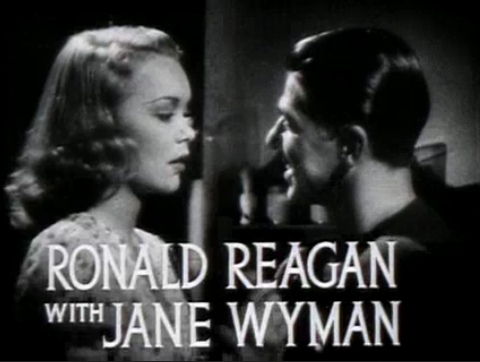
Фильм «Братец крыса» (Brother Rat), 1938 год

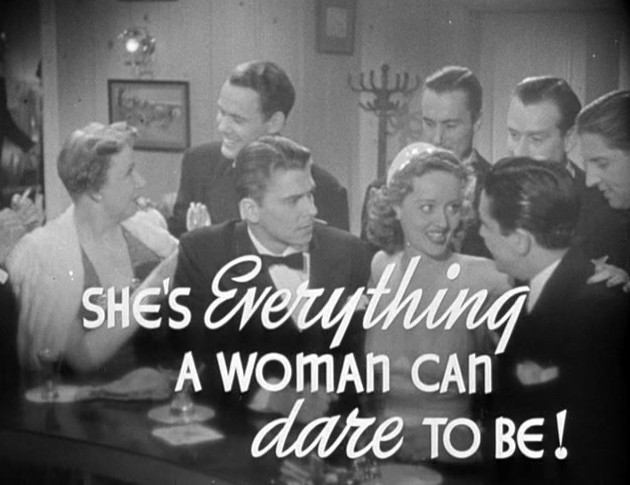
Скриншот трейлера к фильму «Победить темноту» (Dark Victory), 1939 год

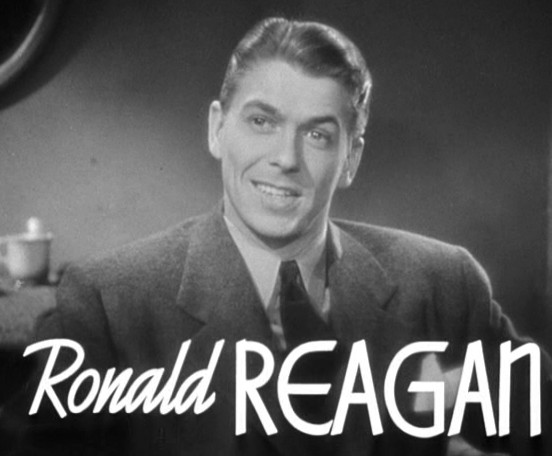
Скриншот трейлера к фильму «Победить темноту» (Dark Victory), 1939 год

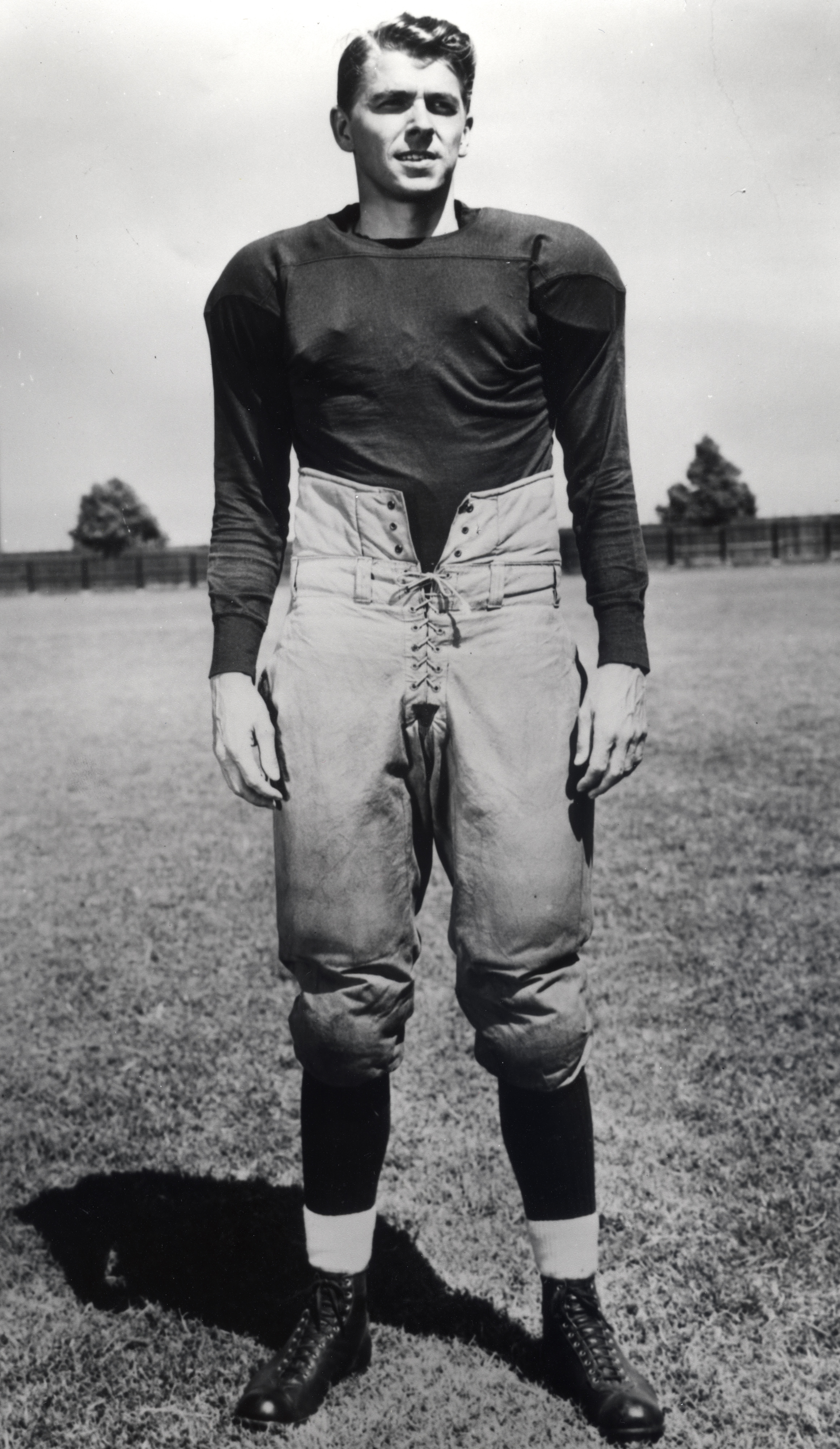
«Кнут Рокне, настоящий американец» (Knute Rockne, All American), 1940 год

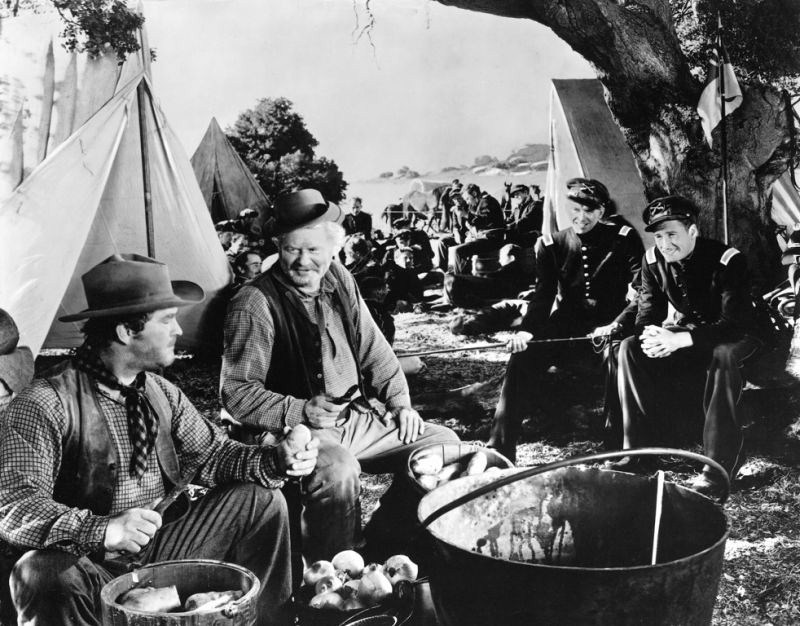
Рональд Рейган и Errol Flynn в фильме Дорога на Санта-Фе, 1940 год

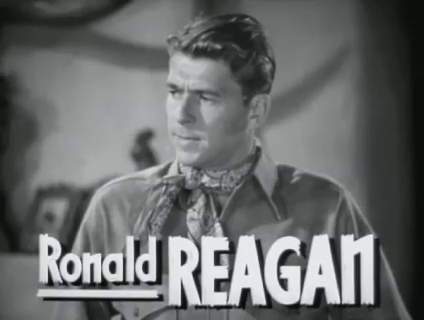
Рональд Рейган в фильме «Плохой человек» (The Bad Man), 1941 год

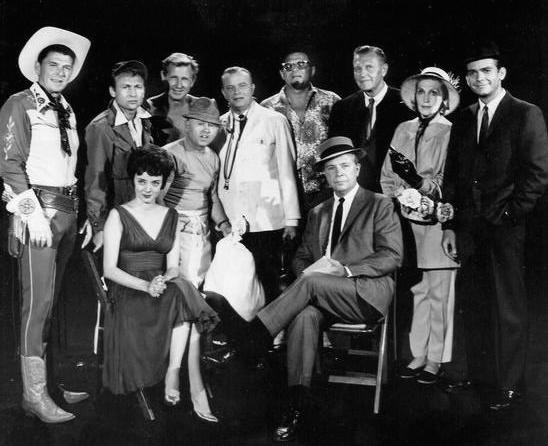
Фотография на премьере эпизода фильма «Шоу Дика Пауэлла» (The Dick Powell Show), 1961 год

В 1941 году Рейган был впервые избран в совет директоров гильдии киноактёров в качестве запасного участника, а в 1946 году, после демобилизации он стал третьим её вице-президентом. В 1947 году в организации произошёл конфликт интересов, что привело к отставке шести членов совета директоров и президента. Рейгана номинировали кандидатом в президенты ГКА на досрочных выборах, и он эти выборы выиграл. Позднее он избирался президентом ГКА пять лет подряд, с 1947 по 1952 год, а в шестой раз был избран после семилетнего перерыва, в 1959 году. За это время Рейган провёл гильдию через весьма непростые годы, которые были отмечены известными событиями и разбирательствами: принятием антипрофсоюзного закона Тафта — Хартли, слушаниями HUAC (комиссии по расследованию антиамериканской деятельности), событиями голливудской эры чёрного списка, спадом кинопроизводства из-за появления телевидения, многочисленными забастовками и др. Как президент гильдии, Рейган давал показания перед HUAC относительно влияния коммунистов на киноиндустрию. Он был твёрдо убеждён, что коммунисты пытаются завладеть Голливудом. В начале 1940-х Рейган сотрудничал с ФБР, работая в качестве тайного агента под псевдонимом Т-10 и сообщая правительству имена тех работников киноиндустрии, которых он подозревал в симпатии к коммунизму.
Нэнси Рейган считала, что работа на посту президента ГКА создала проблемы для актёрской карьеры её мужа; по её мнению продюсерам и режиссёрам после постоянных профсоюзных переговоров было «трудно представить его скачущим на коне во главе кавалерийского эскадрона или отбивающемся от угонщиков скота у Орлиного перевала».

### Телевидение
В 1950-х Рейган решил попробовать свои силы на телевидении. Он был приглашён на роль ведущего еженедельной программы «Театр Дженерал Электрик» (General Electric Theater) на телеканале CBS. На протяжении восьми лет он провёл 235 передач этой телепрограммы. Также он участвовал во множестве сериалов и программ на телеканалах: CBS, NBC, ABC. Последняя работа Рейгана в качестве профессионального актёра — это телесериал «Дни в долине смерти» (Death Valley Days) (с 1964 по 1965 год). В 1965 году Рональд Рейган полностью сменил амплуа актёра на политическую карьеру. В 1966 году он официально баллотировался на пост губернатора Калифорнии.
Списки фильмов составлены по видам работ и по годам релизов за период с 1937 по 1965 год.

## Фильмография в кинематографе
Русские названия фильмов в таблицах даны методом описательного перевода оригинальных названий.

### Художественные фильмы в кинематографе
| Год  |   | Русское название                 | Оригинальное название                                 | Роль                                                        |
| ---- | - | -------------------------------- | ----------------------------------------------------- | ----------------------------------------------------------- |
| 1937 | ф | Любовь в эфире                   | Love Is on the Air (Warner Bros. First National)      | Энди Маккейн / (англ. Andy McCaine)                         |
| 1937 | ф | Подлодка D-1                     | Submarine D-1 (Warner Bros. First National)           | эпизодическая роль / вырезан из окончательной версии фильма |
| 1937 | ф | Отель «Голливуд»                 | Hollywood Hotel (Warner Bros. First National)         | эпизод в финале фильма / в титрах не указан                 |
| 1938 | ф | Закружи свою подружку            | Swing Your Lady (Warner Bros.)                        | Джэк Миллер / (англ. Jack Miller)                           |
| 1938 | ф | Сержант Мэрфи                    | Sergeant Murphy (Warner Bros.)                        | Деннис Райли / (англ. Dennis Riley)                         |
| 1938 | ф | Скандалы случаются               | Accidents Will Happen (Warner Bros.)                  | Эрик Грегг / (англ. Eric Gregg)                             |
| 1938 | ф | Ковбой из Бруклина               | Cowboy from Brooklyn (Warner Bros.)                   | Пэт Данн / (англ. Pat Dunn)                                 |
| 1938 | ф | Парень встречает девушку         | Boy Meets Girl (Warner Bros.)                         | диктор радио                                                |
| 1938 | ф | Девушка на стажировке            | Girls on Probation (Warner Bros.)                     | Нейл Диллон / (англ. Neil Dillon)                           |
| 1938 | ф | Братец крыса                     | Brother Rat (Warner Bros.)                            | Дэн / (англ. Dan)                                           |
| 1938 | ф | Удивительный доктор Клиттерхаус  | The Amazing Dr. Clitterhouse (Warner Bros.)           | озвучивание / вырезан из окончательной версии фильма        |
| 1939 | ф | Достижение успеха                | Going Places (Warner Brothers Cosmopolitan)           | Джек Витеринг / (англ. Jack Withering)                      |
| 1939 | ф | Воздушная разведка               | Secret Service of the Air (Warner Bros.)              | лейтенант Брасс Бэнкрофт / (англ. Brass Bancroft)           |
| 1939 | ф | Победить темноту                 | Dark Victory (Warner Bros. First National)            | Алекс Хэмм / (англ. Alex Hamm)                              |
| 1939 | ф | Кодекс разведки                  | Code of the Secret Service (Warner Bros.)             | лейтенант Брасс Бэнкрофт / (англ. Brass Bancroft)           |
| 1939 | ф | Непослушная, но милая            | Naughty but Nice (Warner Bros.)                       | Эд Эдди Кларк / (англ. Ed «Eddie» Clark)                    |
| 1939 | ф | Адская кухня                     | Hell's Kitchen (Warner Bros.)                         | Джим / (англ. Jim)                                          |
| 1939 | ф | Ангелы умываются                 | The Angels Wash Their Faces (Warner Bros.)            | Пат / (англ. Pat)                                           |
| 1939 | ф | Сокрушая фальшивомонетчиков      | Smashing the Money Ring (Warner Bros.)                | лейтенант Брасс Бэнкрофт / (англ. Brass Bancroft)           |
| 1940 | ф | Братец крыса и ребёнок           | Brother Rat and a Baby (Warner Bros.)                 | Дэн Кроуфорд / (англ. Dan Crawford)                         |
| 1940 | ф | Ангел из Техаса                  | An Angel from Texas (Warner Bros.)                    | партнёр продюсера мистер Ален (англ. Mr. Allen)             |
| 1940 | ф | Убийство в воздухе               | Murder in the Air (Warner Bros.)                      | лейтенант Брасс Бэнкрофт / (англ. Brass Bancroft)           |
| 1940 | ф | Кнут Рокне, настоящий американец | Knute Rockne, All American (Warner Bros.)             | Джорж Грипп / (George Gipp)                                 |
| 1940 | ф | Буксирщица Энни снова в пути     | Tugboat Annie Sails Again (Warner Bros.)              | моряк Эдди Кинг (англ. Eddie King)                          |
| 1940 | ф | Дорога на Санта-Фе               | Santa Fe Trail (Warner Bros. First National)          | Джордж Армстронг Кастер / (англ. George Armstrong Custer)   |
| 1941 | ф | Плохой человек                   | The Bad Man (Metro-Goldwyn-Mayer)                     | Жиль Джонс / (англ. Gil Jones)                              |
| 1941 | ф | Девушка на миллион               | Million Dollar Baby (Warner Bros.)                    | Питер Роуэн / (англ. Peter Rowan)                           |
| 1941 | ф | Девяти жизней не хватит          | Nine Lives Are Not Enough (Warner Bros.)              | Мэтт Сойер / (англ. Matt Sawyer)                            |
| 1941 | ф | Международная эскадрилья         | International Squadron (Warner Bros.)                 | Джимми Грант / (англ. Jimmy Grant)                          |
| 1942 | ф | Кингс Роу                        | Kings Row (Warner Bros.)                              | Дрэйк Макхью / (англ. Drake McHugh)                         |
| 1942 | ф | Девушка из дансинга              | Juke Girl (Warner Bros.)                              | Стив Толбот / (англ. Steve Talbot)                          |
| 1942 | ф | Отчаянное путешествие            | Desperate Journey (Warner Bros. First National)       | Джонни Хаммонд / (англ. Johnny Hammond)                     |
| 1943 | ф | Это армия                        | This Is the Army (Warner Bros.)                       | Джонни Джонс / (англ. Johnny Jones)                         |
| 1947 | ф | Конный путь                      | Stallion Road (Warner Bros. First National)           | Ларри Ханрахан / (англ. Larry Hanrahan)                     |
| 1947 | ф | Эта девушка из Хагена            | That Hagen Girl (Warner Bros. First National)         | Том Бейтс / (англ. Tom Bates)                               |
| 1947 | ф | Голос черепахи                   | The Voice of the Turtle (Warner Bros. First National) | Билл / (англ. Bill)                                         |
| 1949 | ф | Джон любит Мэри                  | John Loves Mary (Warner Bros.)                        | Джон Лоренс / (англ. John Lawrence)                         |
| 1949 | ф | Ночь к ночи                      | Night Unto Night (Warner Bros.)                       | Джон / (англ. John)                                         |
| 1949 | ф | Девушка из Джоунс Бич            | The Girl from Jones Beach (Warner Bros.)              | Боб Рэндольф / (англ. Bob Randolph)                         |
| 1949 | ф | Это великое чувство              | It's a Great Feeling (Warner Bros.)                   | эпизодическая роль                                          |
| 1950 | ф | Горячее сердце                   | The Hasty Heart (Warner Bros.)                        | Янк / (англ. Yank)                                          |
| 1950 | ф | Луиза                            | Louisa (Universal-International)                      | Хэл Нортон / (англ. Hal Norton)                             |
| 1951 | ф | Штормовое предупреждение         | Storm Warning (Warner Bros.)                          | Бёрт Рэйни / (англ. Burt Rainey)                            |
| 1951 | ф | Бонзо пора спать                 | Bedtime for Bonzo (Universal-International)           | профессор Питер Бойд / (англ. Peter Boyd)                   |
| 1951 | ф | Последний форпост                | The Last Outpost (Paramount)                          | офицер Вэнс / (англ. Vance)                                 |
| 1952 | ф | Гонконг                          | Hong Kong (Paramount)                                 | Джефф / (англ. Jeff)                                        |
| 1952 | ф | Она учится в колледже            | She's Working Her Way Through College (Warner Bros.)  | Джон Палмер / (англ. John Palmer)                           |
| 1952 | ф | Команда-победитель               | The Winning Team (Warner Bros.)                       | Кливленд Александер / (Grover Cleveland Alexander)          |
| 1953 | ф | Тропическая зона                 | Tropic Zone (Paramount)                               | Дэн МакКлауд / (англ. Dan McCloud)                          |
| 1953 | ф | Закон и порядок                  | Law and Order (Universal-International)               | Фрэйм Джонсон / (англ. Frame Johnson)                       |
| 1954 | ф | Военнопленный                    | Prisoner of War (Metro-Goldwyn-Mayer)                 | Уэбб Слоан / (англ. Webb Sloane)                            |
| 1954 | ф | Королева скота из Монтаны        | Cattle Queen of Montana (RKO)                         | Фарелл / (англ. Farrell)                                    |
| 1955 | ф | Компаньон Теннесси               | Tennessee's Partner (RKO)                             | Коупок / (англ. Cowpoke)                                    |
| 1957 | ф | Морские ведьмы                   | Hellcats of the Navy (Columbia)                       | командир Кейси Эббот / (англ. Casey Abbott)                 |
| 1961 | ф | Молодые доктора                  | The Young Doctors (United Artists)                    | рассказчик / озвучивание                                    |
| 1964 | ф | Убийцы                           | The Killers (Universal)                               | Браунинг / (англ. Browning)                                 |

### Документальные и короткометражные фильмы
Русские названия фильмов в таблице даны методом описательного перевода оригинальных названий.
| Год  |   | Русское название                   | Оригинальное название                    | Роль                                                                |
| ---- | - | ---------------------------------- | ---------------------------------------- | ------------------------------------------------------------------- |
| 1938 | ф | Обзор студии Vitaphone             | Vitaphone Pictorial Revue                | эпизод совместно с Мари Уилсон                                      |
| 1939 | ф | Охота на рыбу-меч                  | Sword Fishing                            | рассказчик / озвучивание                                            |
| 1940 | ф | Алиса в стране кино                | Alice in Movieland                       | играет самого себя / нет в титрах                                   |
| 1941 | ф | Как улучшить свою игру в гольф     | How to Improve Your Golf                 | совместно с Джейн Уайман                                            |
| 1942 | ф | Советы по игре в гольф             | Shoot Yourself Some Golf                 | совместно с Джейн Уайман и Джимми Томсоном (Jimmy Thomson (golfer)) |
| 1942 | ф | Мистер Гардениа Джонс              | Mister Gardenia Jones (US Army)          | фильм об USO, Гардения Джонс (англ. Gardenia Jones)                 |
| 1942 | ф | Исполнение служебного долга        | Beyond the Line of Duty                  | рассказчик / озвучивание                                            |
| 1943 | ф | Знакомство с японским Zero Fighter | Recognition of the Japanese Zero Fighter | играет лётчика                                                      |
| 1943 | ф | Обучение кадетов                   | Cadet Classification                     | рассказчик / озвучивание                                            |
| 1943 | ф | Задний стрелок                     | The Rear Gunner (US Army, Warner Bros.)  |                                                                     |
| 1943 | ф | За бога и страну                   | For God and Country (US Army)            | играет капеллана                                                    |
| 1943 | ф | Голливуд в униформе                | Hollywood in Uniform (Columbia Pictures) | играл самого себя                                                   |
| 1943 | ф | Борьба за небо                     | The Fight for the Sky                    | рассказчик / озвучивание                                            |
| 1944 | ф | Цель - Токио                       | Target Tokyo (US Army)                   | рассказчик / озвучивание                                            |
| 1945 | ф | Дорога Стилвелла                   | The Stilwell Road                        | рассказчик / озвучивание                                            |
| 1945 | ф | Крылья для этого человека          | Wings for This Man                       | рассказчик / озвучивание                                            |
| 1945 | ф | Нехватка жилья                     | Housing shortage                         | о проблемах жилья для ветеранов войны                               |
| 1948 | ф | Хорошо для фильма                  | Ok for Pictures (Warner Bros.)           | рассказчик / озвучивание                                            |
| 1948 | ф | Итак, вы хотите быть в фильме      | So You Want to Be in Pictures            | играет самого себя                                                  |
| 1948 | ф | Экскурсия по студии                | Studio Tour (Warner Bros.)               |                                                                     |
| 1951 | ф | Большая правда                     | The Big Truth                            | рассказчик / озвучивание                                            |
| 1963 | ф | Правда о коммунизме                | The Truth About Communism                | рассказчик / озвучивание                                            |
| 1965 | ф | Пусть Мир идёт вперёд              | Let the World Go Forth                   | озвучивание совместно с Робертом Тейлором                           |

## Работы и показы на телевидении
Русские названия фильмов в таблице даны методом описательного перевода оригинальных названий.
| Год       |   | Русское название                                | Оригинальное название                                            | Роль |
| --------- | - | ----------------------------------------------- | ---------------------------------------------------------------- | --- |
| 1950      | с | Театр Nash Airflyte                             | The Nash Airflyte Theater (CBS)                                  | серия «The Case of the Missing Lady» |
| 1950—1953 | с | Шоу Джорджа Бернса и Грейси Аллен               | The George Burns and Gracie Allen Show (CBS)                     | играл самого себя |
| 1952      | с | Голливудские премьеры                           | Hollywood Opening Night (NBS)                                    | серия «The Priceless Gift» |
| 1953      | с | Театр звёзд Техаса                              | Texaco Star Theatre                                              | играл самого себя |
| 1953      | ф | Закон и порядок                                 | Law and Order                                                    | Фрэйм Джонсон / (англ. Frame Johnson) |
| 1953      | с | Премия Орхидея                                  | The Orchid Award (ABC)                                           | |
| 1953      | с | Театр Chrysler Medallion                        | Chrysler Medallion Theatre (CBS)                                 | серия «A Job for Jimmy Valentine» |
| 1953      | с | Театр Revlon Mirror                             | The Revlon Mirror Theater (CBS)                                  | серия «Next Stop Bethlehem» |
| 1953      | с | В. F. Goodrich                                  | В. F. Goodrich (CBS)                                             | серия «Burns and Allen» |
| 1953—1954 | с | Люкс-видео театр                                | Lux Video Theatre (CBS)                                          | серии «A Place in the Sun» (ведущий), «Message in a Bottle» |
| 1953—1954 | с | Театр звёзд Шлица                               | Schlitz Playhouse of Stars (CBS)                                 | серии «The Doctor Comes Home», «The Jungle Trap», «The Edge of Battle» |
| 1953—1954 | с | Телевизионный театр Форда                       | The Ford Television Theatre (NBS)                                | серии «First Born», «And Suddenly You Knew», «Beneath These Waters» |
| 1953—1956 | с | Какая у меня реплика?                           | What's My Line?                                                  | два эпизода |
| 1954      | ф | Узник войны                                     | Prisoner of War                                                  | Уэбб Слоун / (англ. Webb Sloane) |
| 1954—1962 | с | Театр «Дженерал Электрик»                       | General Electric Theater (CBS)                                   | ведущий, провёл 235 телепрограмм / участвовал сам в 35 программах |
| 1954      | с | Развлечения                                     | Operation: Entertainment (NBC)                                   | |
| 1955      | с | «Волшебный мир Диснея»                          | The Pre-Opening Report from Disneyland/A Tribute to Mickey Mouse | играл самого себя |
|           | с | Такое же имя                                    | The Name's the Same                                              | один эпизод, играл самого себя / дата неизвестна |
| 1955—1958 | с | Человек города                                  | Toast of the Town                                                | играл самого себя |
| 1955—1961 | с | У меня есть секрет                              | I've Got a Secret                                                | два эпизода, играл самого себя / 1955 и 1961 год |
| 1956      | с | Летние премьерные показы от «Дженерал Электрик» | General Electric Summer Originals (CBS)                          | серия«Jungle Trap» |
| 1957      | с | Шоу Форда                                       | The Tennessee Ernie Ford Show                                    | играл самого себя |
| 1958      | с | Говорить правду                                 | To Tell the Truth                                                | гостевой выступающий |
| 1960      | с | Шоу DuPont с Джун Эллисон                       | The DuPont Show with June Allyson (CBS)                          | Алан Ройс (англ. Alan Royce) / серия «The Way Home» |
| 1960      | с | Время звёзд                                     | Startime (NBC)                                                   | ведущий / серии «The Swingin' Years» и «The Swingin' Singin' Years» (эпизоды 19 и 23) |
| 1960      | с | Это твоя жизнь                                  | This Is Your Life                                                | Играл самого себя / серия «Charles Coburn» |
| 1961      | ф | Молодые доктора                                 | The Young Doctors                                                | рассказчик / озвучивание |
| 1961      | с | Театр Зейна Грея                                | Dick Powell's Zane Grey Theatre (CBS)                            | майор Уил Синклер (англ. Will Sinclair) / серия «The Long Shadow» |
| 1961      | с | Шоу Боба Хоупа                                  | The Bob Hope Show (NBC)                                          | |
| 1961—1963 | с | Шоу Дика Пауэлла                                | The Dick Powell Show (NBC)                                       | серии «Who Killed Julie Greer?», «The Last of the Private Eyes» |
| 1963      | ф | Наследие Сплендора                              | Heritage of Splendor                                             | рассказчик / озвучивание |
| 1963      | с | Караван повозок                                 | Wagon Train (NBC)                                                | серия «The Fort Pierce Story» |
| 1964      | с | Театр создателей саспенса                       | Kraft Suspense Theatre (NBC)                                     | серия «A Cruel and Unusual Night» |
| 1964      | с | Игра знаменитостей                              | The Celebrity Game                                               | играл самого себя |
| 1964—1965 | с | Дни в Долине Смерти                             | Death Valley Days (Телевизионная синдикация)                     | серии «Tribute to the Dog» (1964), «Raid on the San Francisco Mint» (1965), «The Battle of San Francisco Bay» (1965), «No Gun Behind His Badge» (1965), «Temporary Warden» (1965), «The Lawless Have Laws» (1965), «A City is Born» (1965), «No Place for a Lady» (1965) |

## Кинонаграды Рональда Рейгана
- 1957 год — Золотой глобус в номинации «Hollywood Citizenship Award»[105];
- 1960 год — Звезда на Голливудской «Аллее славы»[106];
- 1981 год — Золотая малина — за худшие достижения в карьере[107];
- 1992 год — «Золотой сапог» (премия)[108].

## Комментарии
1. ↑  Коупок (англ. Cowpoke) — сленговое именование ковбоя. В данном случае — личное имя.